# Edwar Bracho
Edwar Segundo Bracho Suárez (Barquisimeto, Estado Lara, Venezuela; 5 de enero de 1987) es un futbolista venezolano que juega como defensa en Yaracuyanos Fútbol Club de la Segunda División de Venezuela.

## Clubes
| Club                | País      | Año       |
| ------------------- | --------- | --------- |
| Monagas SC (Cedido) | Venezuela | 2016-2018 |

## Monagas Sport Club

### Torneo Clausura 2016
Para el Torneo Clausura de 2016 se incorpora jugando con el Monagas SC hasta la actualidad. Fue cedido por Deportivo La Guaira por dos años. El 18 de septiembre de 2016, concreta dos goles ante Trujillanos FC, dando la victoria al Monagas SC, 2 a 1.
Participó el 27 de febrero de 2018 en el encuentro ante el Cerro Porteño de Paraguay en la primera fase de la Copa Libertadores 2018, donde el Monagas SC fue derrotado 2 a 0.

## Estadísticas
- Última actualización el 3 de agosto de 2016.

| Equipo     | Temporada | Liga             | Liga             | Copas nacionales | Copas nacionales | Copas internacionales | Copas internacionales | Total | Total |
| Equipo     | Temporada | PJ               | Goles            | PJ               | Goles            | PJ                    | Goles                 | PJ    | Goles |
| Venezuela  | Venezuela | Primera División | Primera División | Copa Venezuela   | Copa Venezuela   | CONMEBOL              | CONMEBOL              | PJ    | Goles |
| ---------- | --------- | ---------------- | ---------------- | ---------------- | ---------------- | --------------------- | --------------------- | ----- | ----- |
| Monagas SC | 2016      | 14               | 2                | 2                | 0                | 0                     | 0                     | 16    | 2     |
| Monagas SC | Total     | 14               | 2                | 2                | 0                | 0                     | 0                     | 16    | 2     |
| Total      | Total     | 14               | 2                | 2                | 0                | 0                     | 0                     | 16    | 2     |

## Palmarés

### Campeonatos nacionales
| Título           | Club    | País      | Año  |
| ---------------- | ------- | --------- | ---- |
| Torneo Apertura  | Monagas | Venezuela | 2017 |
| Primera División | Monagas | Venezuela | 2017 |